# Corinna Beilharz

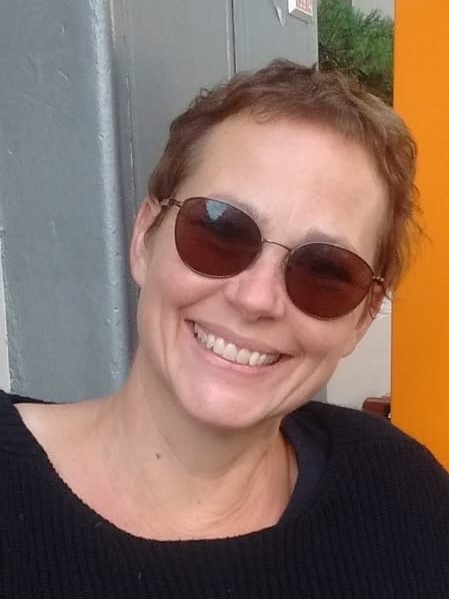
Schauspielerin Corinna Beilharz

Corinna Beilharz (* 31. Mai 1965 in Tübingen) ist eine deutsche Schauspielerin.

## Werdegang
Corinna Beilharz ist die Tochter des Romanisten Richard Beilharz und Schwester der Übersetzerin Alexandra Beilharz. Sie ist verheiratet mit dem Drehbuchautor Werner Thal und hat mit ihm zwei Kinder. Sie ist die Nichte des Intendanten und Theater-Regisseurs Manfred Beilharz.
Nach dem Abitur am Kurfürst-Friedrich-Gymnasium Heidelberg absolvierte sie eine Schauspielausbildung in München, an der Otto-Falckenberg-Schule und privat bei Helmut Stange und Margarete Adler. Nach einem ersten Engagement durch die Gandersheimer Domfestspiele war sie von 1989 bis 1997 Mitglied des Ensembles der Schauburg (München). Sie wirkte dort als festes Ensemble-Mitglied bis zum Ende der Intendanz von George Podt mit, außerdem ist sie ständige Gastschauspielerin in zahlreichen (auch musikalischen) Produktionen. Sie arbeitete hauptsächlich mit dem Regisseur Peer Boysen zusammen.
Des Weiteren spielte sie an der Oper Köln sowie in zahlreichen Fernseh- und Kinofilmen.
Zwischen 2009 und 2016 spielte sie in der TV-Serie Die Fallers – Die SWR Schwarzwaldserie die Imkerin Rosi Hollerbach.
Bekannt wurde sie durch die Fernsehfilme Engelchen flieg und Das Leuchten der Sterne. Zu beiden Spielfilmen schrieb ihr Ehemann Werner Thal das Drehbuch, Regie führte Adolf Winkelmann. Beide Spielfilme thematisieren das Leben einer Familie mit einem behinderten Kind und verarbeiten so in einem fiktiven Format die Lebenssituation von Corinna Beilharz und Werner Thal. Corinna Beilharz spielt Hanna Koller. Ihre wirklichen Kinder, die körperbehinderte Marlene Beilharz und ihr Bruder Moritz Beilharz, spielen die Film-Kinder. Die Familie wurde für Engelchen flieg für den Grimme-Preis nominiert.
Seit 2015 ist sie regelmäßig tätig als Hörspielsprecher für die Blindenbibliothek in München Bayerische Blindenhörbücherei.
Gelegentlich arbeitet sie als Sprecherin für Werbung und Industriefilm, als Moderatorin und als Sprecherin bei Literaturlesungen.
Corinna Beilharz engagiert sich für die Teilhabe von Menschen mit Behinderung und ist Botschafterin der Stiftung Leben pur. Sie lebt in München.

## Filmografie
- 2012 Tatort: Tote Erde – Regie: Thomas Freundner
- 2007 Das Leuchten der Sterne – Regie: Adolf Winkelmann
- 2007 Kommissarin Lucas – German Angst. Regie: Thomas Berger
- 2006 Tatort: Bienzle und der Tod im Weinberg. Regie: Jochen Nitsch
- 2006 Margarete Steiff. Regie: Xaver Schwarzenberger
- 2005 Liebe Amelie. Regie: Maris Pfeiffer
- 2004 Engelchen flieg. Regie: Adolf Winkelmann
- 1996 Das Superweib. Regie: Sönke Wortmann

### Serie
- Die Fallers – Die SWR Schwarzwaldserie. Rolle: Imkerin Rosi Hollerbach

## Theaterrollen
- Von 1989 bis 2006 festes Ensemble-Mitglied, anschließend „fester Gast“ an der Schauburg München. Mitwirkung in über 20 Rollen[5]
- Opernhaus Köln: Sprecherrolle in der Doppelbesetzung des Tamino in W. A. Mozarts Zauberflöte (Premiere 20. September 2008, Inszenierung durch Peer Boysen). Online Musik Magazin schreibt in seiner Rezension der Aufführung: „Corinna Beilharz spricht den Tamino-Text mit geheimnisvoller Entrücktheit“[6]

## Sprecher
- Aufnahmen für die Bayerische Blindenhörbücherei[7]